# Val Baiano
Osvaldo Félix Souza (Jequié, Bahía, 7 de abril de 1981), más conocido como "Val Baiano", es un futbolista brasileño. Juega de delantero y su actual equipo es el Clube de Regatas do Flamengo del Campeonato Brasileño de Serie A.

## Clubes
| Club           | País           | Año       |
| -------------- | -------------- | --------- |
| Iraty          | Brasil         | 2000      |
| Grêmio Maringá | Brasil         | 2001      |
| Paranavaí      | Brasil         | 2002      |
| Santos         | Brasil         | 2003      |
| Grêmio Maringá | Brasil         | 2003      |
| Brasiliense    | Brasil         | 2004      |
| Gil Vicente    | Portugal       | 2005      |
| Ceará          | Brasil         | 2005      |
| Santa Cruz     | Brasil         | 2006      |
| CRB            | Brasil         | 2006      |
| São Caetano    | Brasil         | 2007      |
| Gama           | Brasil         | 2007      |
| Al-Ahli Jeddah | Arabia Saudita | 2008      |
| Grêmio Barueri | Brasil         | 2008-2009 |
| Monterrey      | México         | 2010      |
| Flamengo       | Brasil         | 2010-     |

## Estadísticas
| Torneo                       | Equipo         | PJ | Goles |
| ---------------------------- | -------------- | -- | ----- |
| Campeonato Brasileño de 2009 | Grêmio Barueri | 28 | 18    |
| Bicentenario 2010            | Monterrey      | 4  | 1     |
| Copa Libertadores 2010       | Monterrey      | 5  | 0     |
| Campeonato Brasileño de 2010 | Flamengo       | 18 | 3     |